# Rhodocoma fruticosa
Rhodocoma fruticosa là một loài thực vật có hoa trong họ Restionaceae. Loài này được (Thunb.) H.P.Linder miêu tả khoa học đầu tiên năm 1985.